# الکروم، اعزاز
الکروم (به عربی: الکروم) یک روستا در سوریه است که در ناحیه مرکزی اعزاز واقع شده‌است. الکروم ۲۵۲ نفر جمعیت دارد.